# Diego Parras
Diego Marrero Parras (Las Palmas de Gran Canaria, 15 de noviembre de 1995), conocido como Diego Parras,  es un futbolista español que actualmente está sin equipo.

## Trayectoria
El lateral derecho se formó en las categorías inferiores del C.D Heidelberg, club de su colegio, en juveniles ficha por el Arucas y después de un buen año ficha por el Unión Deportiva Villa de Santa Brígida, En la temporada 2015-16 fue una de las revelaciones en el grupo canario de Tercera División, logrando el campeonato del grupo con el Villa de Santa Brígida pero sin poder lograr el ascenso al caer en semifinales de la eliminatoria ante el filial del Elche C. F..
En 2016 se incorpora a la estructura de la U. D. Las Palmas, consiguiendo el ascenso de Tercera a Segunda B en la 2016-17 y la permanencia en la categoría de bronce en la 2017-18, en las filas del Las Palmas Atlético.
En verano de 2018 se le comunica que el jugador pertenecería al primer equipo de Manolo Jiménez para jugar en la Liga 123, tras renovar con el club grancanario hasta 2021. Tras disputar un solo partido en copa del Rey es cedido al Real Murcia de la Segunda División B de España hasta el final de la temporada.
Tras finalizar la temporada 2018-19, rescindió su contrato con la U. D. Las Palmas, quedándose sin equipo hasta el 31 de enero de 2020, cuando se incorpora a la U. D. Melilla de la Segunda División B de España. El 29 de junio de 2021 se incorporó a las filas de la  A. D. Mérida. En enero causó baja federativa sin haber debutado en partido oficial debido a una lesión de pubis.

## Clubes
| Club                   | País   | Año        |
| ---------------------- | ------ | ---------- |
| Villa de Santa Brígida | España | 2014−2016  |
| Las Palmas Atlético    | España | 2016−2018  |
| U. D. Las Palmas       | España | 2018-2019  |
| Real Murcia            | España | 2019       |
| U. D. Melilla          | España | 2020       |
| C. F. Villanovense     | España | 2020-2021  |
| A. D. Mérida           | España | 2021- 2022 |